# ヤヒヤ・ジャメ
ヤヒヤ・アブドゥル＝アズィーズ・ジェムス・ジュンクング・ジャメ（英語: Yahya Abdul-Aziz Jemus Junkung Jammeh, 1965年5月25日 - ）は、ガンビアの政治家。同国の第2代大統領。日本の外務省のホームページでは「ヤヤ・A.J.J.・ジャメ・バビリ・マンサ大統領（H.E. Sheikh Professor Alhaji Dr. Yahya A.J.J. JAMMEH Babili Mansa）」と表記されている。

## 来歴
1984年にガンビア軍に入隊。1989年に中尉に昇進し、1992年に憲兵隊指揮官に任命される。1994年7月22日に無血軍事クーデターにより、大統領ダウダ・ジャワラから政権を奪い、軍事暫定統治評議会議長に就任した。軍事暫定統治評議会は憲法を停止し、国境を封鎖すると同時に戒厳令を布告した。ジャメは、ジャワラ政権の腐敗と民主主義の欠如を理由にクーデターを正当化したが、ガンビア軍内部からは生活環境や給与の面で不満がくすぶっていた。
ジャメは自身の支持基盤として愛国再建同盟を設立し、1996年の民主選挙で大統領に選出されたが、海外の選挙監視団は「自由と公正さからは程遠い選挙」として、選挙を批判した。しかし、選挙制度を一部改革して臨んだ2001年1月18日の大統領選挙で、53%の得票を得て再選され、海外の選挙監視団からも一定の公正さを認められた。
2006年3月21日、モーリタニア訪問中に軍事クーデターが発生。即座に鎮圧されたが、訪問を中断して帰国し首謀者を裁判にかけるが、クーデター指導者である陸軍参謀長ドゥレ・チャム大佐はセネガルに逃亡した。9月22日の大統領選挙で67.3%の得票を獲得し、3選を果たした。2007年4月には、クーデター首謀者10人に禁固刑が言い渡された。2011年11月の大統領選挙では72%の得票を獲得し、4選した。
2014年12月30日、ドバイ訪問中に軍の脱走兵と大統領警護隊の一部によるクーデターが発生。大統領府が攻撃を受けるが、当日中に鎮圧される。
2016年12月1日、大統領選挙で野党候補アダマ・バロウに敗れ、テレビで敗北宣言を行った。しかし、その後「不正があったので受け入れられない」と態度を一転させ大統領職に留まる姿勢を見せ、任期が切れ1月19日にバロウが隣国セネガルのガンビア大使館で大統領就任式を行った後も辞任を拒否し大統領職に居座り続けたため、国際連合安全保障理事会のバロウを支持する決議に基づき、西アフリカ諸国経済共同体加盟の周辺諸国による軍事介入が開始された。こうした事態を受け、翌20日にギニア大統領アルファ・コンデ、モーリタニア大統領ムハンマド・ウルド・アブデルアズィーズがガンビア大統領官邸を訪問してジャメを説得し、ジャメは21日に国営テレビを通じて退陣を表明した。同日夜にはガンビアを出国し、ギニア経由で赤道ギニアに亡命。バロウ側近によれば、ジャメは亡命の際に国庫にあった5億ダラシ（約1100万USDドル）を持ち逃げしている。
2020年2月、カニライにあるジャメの邸宅が山火事により焼失したと報じられた。

## 政策

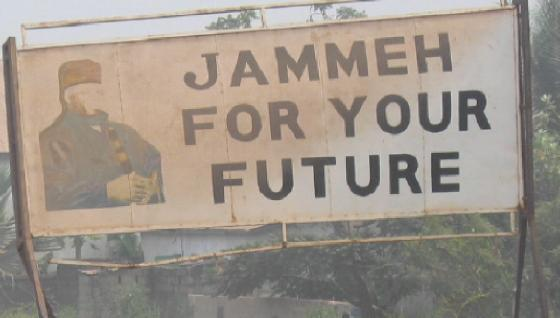
ジャメへの支持を訴える掲示板

### 内政

#### エイズ「治療薬」
2007年1月にエイズの治療薬を作ったと発表するが、実際にはハーブを煮出しただけのもので、専門家から「偽りの期待を抱かせる」として非難を受ける。ジャメはエイズ患者に抗ウイルス薬治療を止め自身が作った「治療薬」を服用するように命令した。
これに対し、「治療薬は非科学的であり、患者を危険にさらすだけでなく、他の人への感染の危険性もある」と批判を受けた が、ジャメは2011年12月に「治療薬は非常に良い効果を見せた」と述べている。ジャメの「治療薬」に対して国際連合開発計画ガンビア代表ファザイ・ガラジンバは危険性を訴えたが、そのために国外退去処分を言い渡されている。

#### 同性愛者の弾圧
2008年5月15日、同性愛を禁止する法律を制定した。ジャメは国内の同性愛者に対し、「国外退去か、頭を切り落とされるか」を選ぶように通告し、「イランよりも厳しい弾圧」と批判を浴びた。2013年9月27日には国連総会の演説で、「同性愛はアッラーと人間に対する冒涜」と発言した。また、2014年2月18日には同性愛者を「害虫」と呼び、「マラリアの原因となる蚊と同じ方法で同性愛者と戦う」と発言した。

#### 魔女狩り
2009年、親族の死に魔女が関与していると疑い、ギニアから呪術師を呼び寄せ魔女狩りを行う。魔女狩りによって1,000人以上の女性が拉致され、幻覚剤の投与や呪術師からの強姦を受け、少なくとも8人が死亡したとされる。魔女狩りを恐れてセネガルに脱出する住民が相次ぎ、また、魔女狩りを批判した野党指導者をスパイ容疑で逮捕している。

### 外交

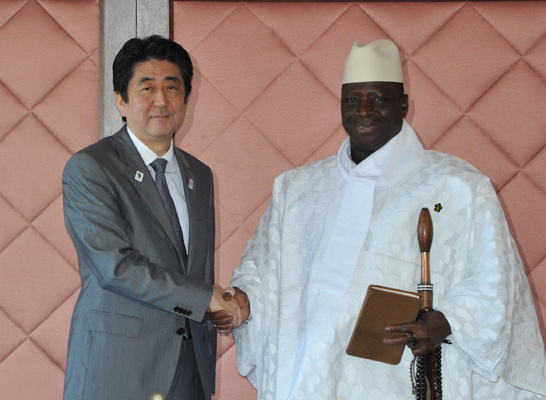
横浜でのTICAD V出席時、安倍晋三と会談するジャメ（2013年6月2日）

2012年12月10日、デイリー・オブザーバーの報道によると、反政府勢力に拉致されたセネガル軍兵士の解放交渉を行い、解放を実現させたという。同月には、カザマンス川地域における市民係争の解決のためにセネガル大統領マッキー・サルの元に交渉団を派遣した。
2013年10月2日、それまで加盟していたイギリス連邦を「新植民地主義の機構」と批判。連邦からの脱退を宣言し、2014年3月6日には英語を公用語から外すと発表した また、イギリスに対し「象牙取引のためにガンビアに現れ、その後アフリカ人を売り始めた」「奴隷制を確立したイギリスに人権を語る資格はない」と発言している。
ジャワラ前政権と国交を樹立していた中華人民共和国と断交し、1995年に中華民国（台湾）と国交を回復して以来、台湾の国際連合加盟を支持するなど親台派と目されたが、2013年11月14日に台湾との外交関係を解消すると発表した。これに対し、11月18日には台湾もガンビアとの断交を発表した。3年後の2016年3月、独立志向の強い民主進歩党の蔡英文政権が台湾で樹立されることを受けて中華人民共和国はそれまで外交休兵に基づいて見送ってきたガンビアとの国交正常化を認めた。

## 人物

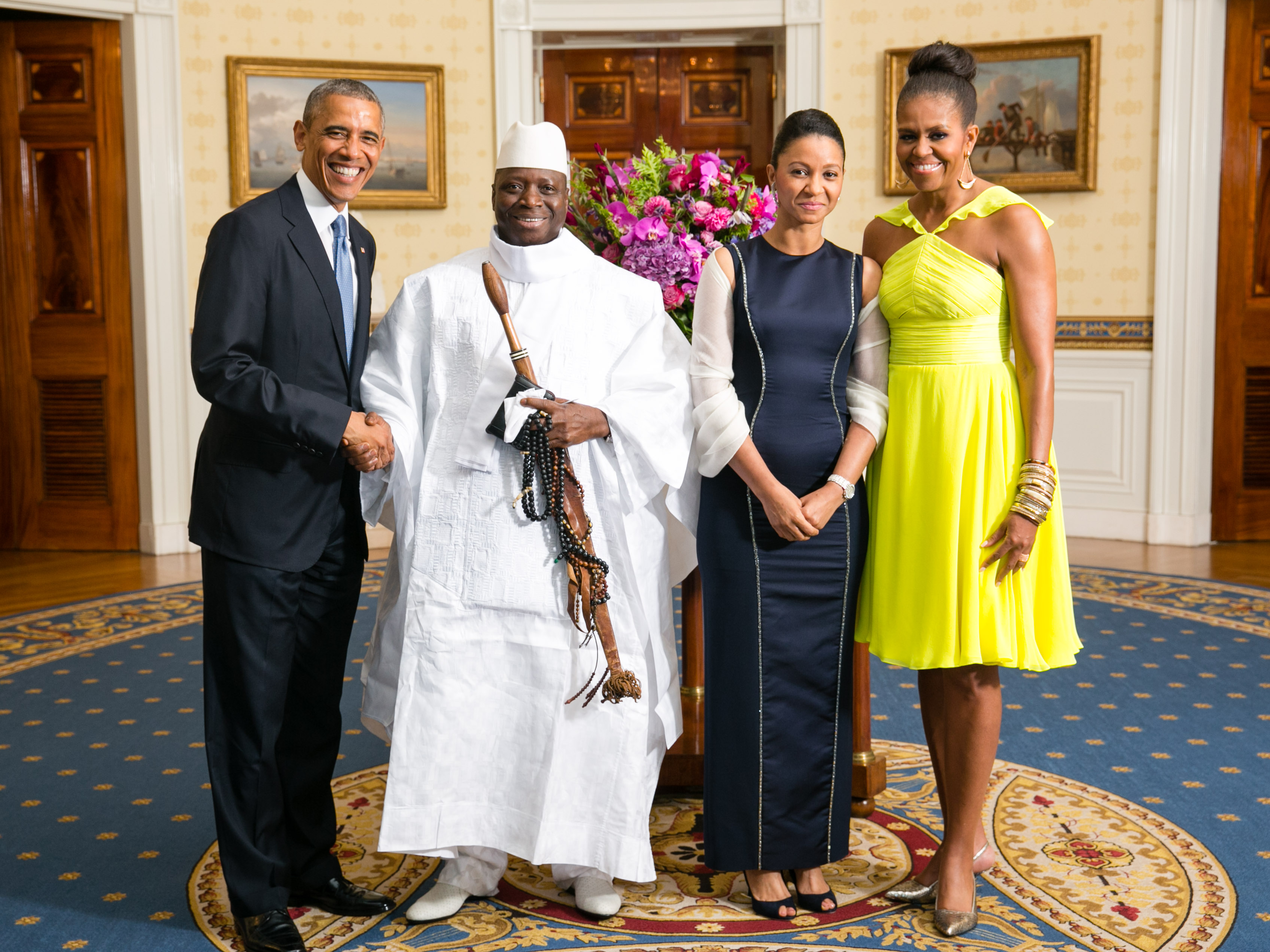
バラク・オバマ夫妻とジャメ夫妻（2014年8月5日）

スポーツ好きとしても知られ、同じくスポーツ好きとして知られる中華民国総統の馬英九と会談した際には腕立て伏せ勝負を挑んでいる。
慈善事業を行っており、貧困の撲滅、農業生産性の向上、貧困学生のための教育の提供を掲げるジャメ平和財団を設立し、医療を提供する病院を保有している。また、2012年には全国青年会議に256万3,138ドルを、キリスト教協議会にトラック2台分の七面鳥を寄付している。